# Żelazonikiel
Żelazonikiel (FeNi) – stop złożony z żelaza i niklu. Jest stopem ferromagnetycznym (reaguje na magnes) tak jak obydwa jego składniki. Jest często stosowany do bicia monet. Przykładem jest moneta o nominale 10 000 złotych „200. rocznica Konstytucji 3 Maja” z 1991 roku. Wytwarza się z niego również rdzenie małych przekaźników, które są stosowane w układach elektronicznych.